# Zsigmond Quittner

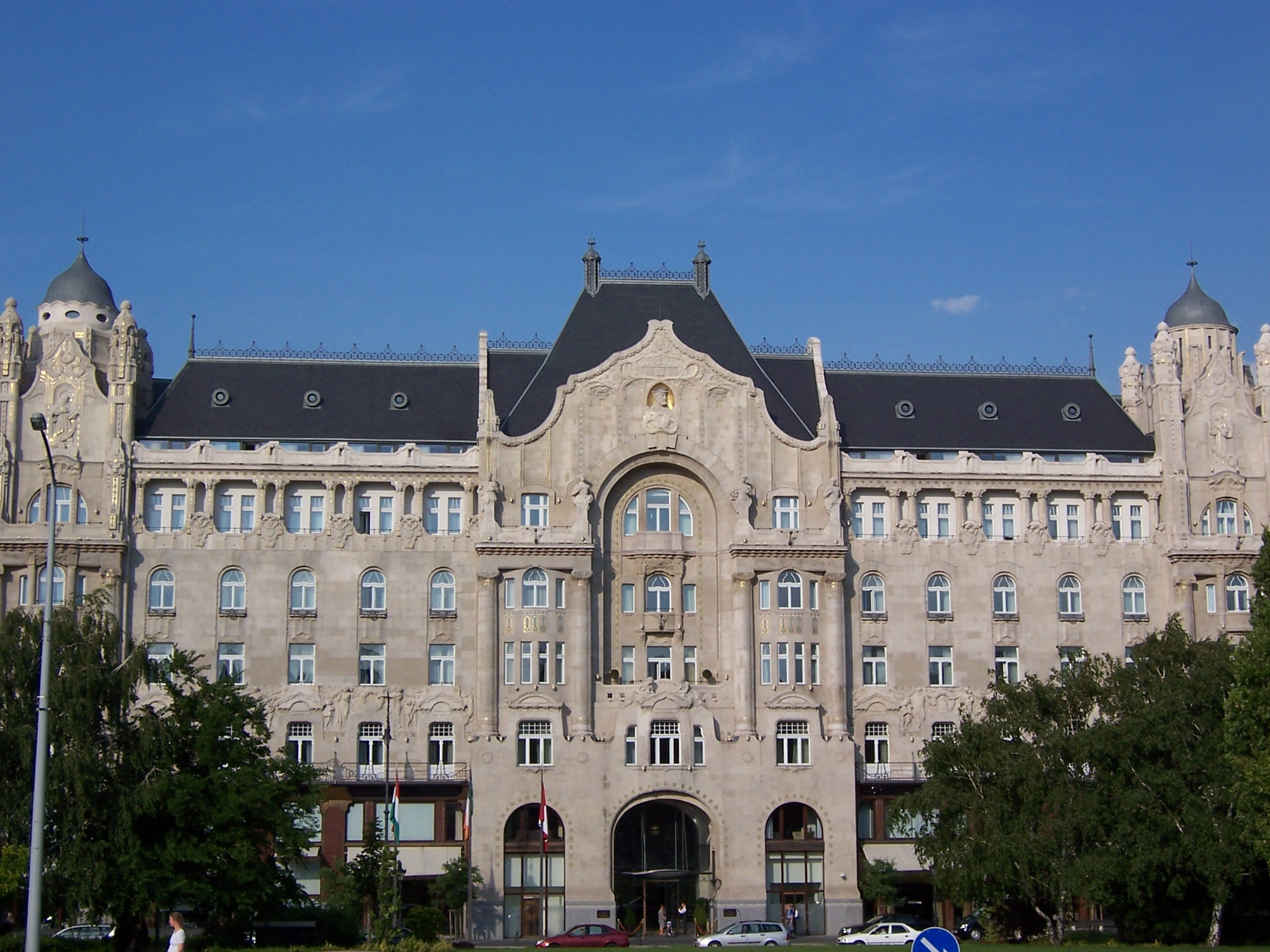
Palazzo Gresham

Zsigmond Quittner (Pest, 13 febbraio 1859 – Vienna, 25 ottobre 1918) è stato un architetto ungherese.

## Carriera
Ha iniziato la sua professione di architetto dopo la laurea all'Università tecnica di Monaco. A Budapest, ha iniziato a ricevere diversi incarichi a partire dal 1880.
Ha progettato edifici eclettici e in stile Art Nouveau. Il più famoso di tutti è il Palazzo Gresham. L'azienda britannica Gresham, una società di assicurazioni, gli ha affidato la progettazione della sede di Budapest. Dal 1987 il palazzo, ora albergo di lusso, fa parte del Patrimonio dell'umanità. Quittner era stato anche nominato, membro del Consiglio dei lavori pubblici comunali e del Consiglio nazionale dei lavori pubblici di Budapest, e presidente dell'Associazione degli architetti d'arte ungheresi.